# Ivan Joseph Martin Osiier
Ivan Joseph Martin Osiier (Copenhaguen, 16 de desembre de 1888 - Copenhaguen, 23 de desembre de 1965) va ser un tirador danès d'origen jueu, que va competir durant més de 40 anys. Era un tirador polivalent, que va dominar les tres armes i aconseguí una gran quantitat de medalles, sobretot en floret i sabre. És amb la tercera arma, l'espasa, que guanyà la medalla de plata als Jocs Olímpics d'Estocolm de 1912.
Als campionats nacionals de Dinamarca Osiier guanyà vint-i-cinc títols en les tres armes. Deu en floret, deu en sabre deu i cinc en espasa. També es proclamà tretze vegades campió d'Escandinàvia, sis en sabre, sis en floret i una en espasa. Alhora va prendre part en set edicions dels Jocs Olímpics, entre el 1908 i el 1948, amb l'excepció dels de Berlín de 1936, que va boicotejar. En aquestes set participacions guanyà una medalla de plata en la prova d'espasa individual als Jocs Olímpics d'Estocolm de 1912. També destaquen dues quartes posicions, el 1920 i 1932 en floret per equips.
Es va casar amb Ellen Osiier, també tiradora i medallista olímpica.